# Metalectra furva
Metalectra furva är en fjärilsart som beskrevs av William Schaus 1914. Metalectra furva ingår i släktet Metalectra och familjen nattflyn. Inga underarter finns listade i Catalogue of Life.